# خان‌آباد (گلبهار)
خان‌آباد (چناران)، روستایی از توابع بخش گلبهار شهرستان چناران در استان خراسان رضوی ایران است.خان‌آباد در فاصله ۵۶ کیلومتری از مشهد به سمت چناران می‌باشد.

## جمعیت
این روستا در دهستان بیزکی قرار دارد و براساس سرشماری مرکز آمار ایران در سال ۱۳۸۵، جمعیت آن ۸۵ نفر (۲۰خانوار) بوده‌است.

## اماکن دیدنی، زیارتی
درخت عزیز در فاصله ۲ کیلومتری از روستا در دره میان ۲ کوه چشمه کوچکی و زیبایی وجود دارد در کنار چشمه درخت کهنسالی وجود دارد که برای اهالی روستاهای اطراف دارای احترام و مقدس می‌باشد.